# Castiarina parallela
Castiarina parallela es una especie de escarabajo del género Castiarina, familia Buprestidae. Fue descrita científicamente por White en 1859.